# 젠+
젠+(Zen+)는 AMD의 젠의 후속 마이크로아키텍처의 코드명으로, 2018년 4월, 라이젠 2000 시리즈를 통해 첫 출시되었다. 다만, 이전 세대인 젠과는 달리 젠+를 기반으로 한 에픽 서버용 프로세서는 개발되지 않았다.

## 기능
젠+는 글로벌파운드리의 12나노미터 제조 공정을 사용하며, 이는 젠에 사용된 14나노미터 공정의 최적화인데, 사소한 디자인 규칙 변경만 적용되었다. 이는 젠과 젠+ 간의 다이 크기는 유사함을 의미한다. 프로세서 최적화를 통해 젠+는 젠 제품들 대비 더 높은 클럭 속도와 더 낮은 전력 소비를 달성할 수 있었으나, 젠 마이크로아키텍처에 비해 사소한 리비전 차이만 있을 뿐이다. 마이크로아키텍처의 알려진 변경사항에는 부하에 대응한 개선된 클럭 속도 제어, 캐시 및 메모리 레이턴시 감소, 캐시 대역 증가, DDR4 SDRAM 메모리 지원 개선이 포함된다.
젠+는 또한 코어 이용률 및 CPU 온도에 따른 코어 당 클럭킹 기능 개선을 지원한다. 코어 이용률, 온도, 전력 알고리즘의 변화는 젠의 1세대 기술에서 발전한 Precision Boost 2 및 XFR2 (eXtended Frequency Range 2)로 광고된다. 젠의 경우 XFR은 최대 Precision Boost 클럭에서 추가적으로 50~200 MHz 클럭 속도 증가를 제공하였다.
젠+의 경우, XFR2는 더 이상 별도의 클럭 수정자로 나열되지 않는다. 대신 XFR 온도, 전력, 클럭 모니터링 및 로직은 클럭 및 전력 소비량을 기회주의적으로, 동적으로 조정하기 위해 Precision Boost 2 알고리즘에 반영된다.
궁극적으로, 젠+의 변경사항은 젠 대비 IPC 면에서 3%의 개선을 이루었다.

## 제품

### 데스크톱 프로세서
| 모델                      | 출시일 및 가격           | 코어 (스레드) | 클럭 속도 (GHz) | 클럭 속도 (GHz) | 캐시       | 캐시             | 캐시   | 소켓   | PCI 익스프레스 레인 | 메모리 지원         | TDP    |
| 모델                      | 출시일 및 가격           | 코어 (스레드) | 기본            | PB2             | L1         | L2               | L3     | 소켓   | PCI 익스프레스 레인 | 메모리 지원         | TDP    |
| 엔트리                    | 엔트리                   | 엔트리        | 엔트리          | 엔트리          | 엔트리     | 엔트리           | 엔트리 | 엔트리 | 엔트리              | 엔트리              | 엔트리 |
| ------------------------- | ------------------------ | ------------- | --------------- | --------------- | ---------- | ---------------- | ------ | ------ | ------------------- | ------------------- | ------ |
| Ryzen 3 2300X             | 2018년 9월 11일 OEM      | 4 (4)         | 3.5             | 4.0             | 알 수 없음 | 512 KB 코어 당   | 8 MB   | AM4    | 24                  | DDR4-2933 듀얼 채널 | 65 W   |
| 메인스트림                |                          |               |                 |                 |            |                  |        |        |                     |                     |        |
| Ryzen 5 2500X             | 2018년 9월 11일 OEM      | 4 (8)         | 3.6             | 4.0             | 알 수 없음 | 512 KB 코어 당   | 8 MB   | AM4    | 24                  | DDR4-2933 듀얼 채널 | 65 W   |
| Ryzen 5 2600E             | 2018년 9월 11일 ?        | 6 (12)        | 3.1             | 4.0             | 알 수 없음 | 512 KB 코어 당   | 16 MB  | AM4    | 24                  | DDR4-2666 듀얼 채널 | 45 W   |
| Ryzen 5 2600              | 2018년 4월 19일 US $199  | 6 (12)        | 3.4             | 3.9             | 알 수 없음 | 512 KB 코어 당   | 16 MB  | AM4    | 24                  | DDR4-2933 듀얼 채널 | 65 W   |
| Ryzen 5 2600X             | 2018년 4월 19일 US $229  | 6 (12)        | 3.6             | 4.2             | 알 수 없음 | 512 KB 코어 당   | 16 MB  | AM4    | 24                  | DDR4-2933 듀얼 채널 | 95 W   |
| 퍼포먼스                  |                          |               |                 |                 |            |                  |        |        |                     |                     |        |
| Ryzen 7 2700E             | 2018년 9월 11일 OEM      | 8 (16)        | 2.8             | 4.0             | 알 수 없음 | 512 KB (코어 당) | 16 MB  | AM4    | 24                  | DDR4-2666 듀얼 채널 | 45 W   |
| Ryzen 7 2700              | 2018년 4월 19일 US $299  | 8 (16)        | 3.2             | 4.1             | 알 수 없음 | 512 KB (코어 당) | 16 MB  | AM4    | 24                  | DDR4-2933 듀얼 채널 | 65 W   |
| Ryzen 7 PRO 2700X         | 2018년 9월 6일 OEM       | 8 (16)        | 3.6             | 4.1             | 알 수 없음 | 512 KB (코어 당) | 16 MB  | AM4    | 24                  | DDR4-2933 듀얼 채널 | 105 W  |
| Ryzen 7 2700X             | 2018년 4월 19일 US $329  | 8 (16)        | 3.7             | 4.3             | 알 수 없음 | 512 KB (코어 당) | 16 MB  | AM4    | 24                  | DDR4-2933 듀얼 채널 | 105 W  |
| 하이엔드 데스크톱 (HEDT)  |                          |               |                 |                 |            |                  |        |        |                     |                     |        |
| Ryzen Threadripper 2920X  | 2018년 10월 US $649      | 12 (24)       | 3.5             | 4.3             | 알 수 없음 | 512 KB 코어 당   | 32 MB  | TR4    | 64                  | DDR4-2933 쿼드 채널 | 180 W  |
| Ryzen Threadripper 2950X  | 2018년 8월 31일 US $899  | 16 (32)       | 3.5             | 4.4             | 알 수 없음 | 512 KB 코어 당   | 32 MB  | TR4    | 64                  | DDR4-2933 쿼드 채널 | 180 W  |
| Ryzen Threadripper 2970WX | 2018년 10월 US $1299     | 24 (48)       | 3.0             | 4.2             | 알 수 없음 | 512 KB 코어 당   | 64 MB  | TR4    | 64                  | DDR4-2933 쿼드 채널 | 250 W  |
| Ryzen Threadripper 2990WX | 2018년 8월 13일 US $1799 | 32 (64)       | 3.0             | 4.2             | 알 수 없음 | 512 KB 코어 당   | 64 MB  | TR4    | 64                  | DDR4-2933 쿼드 채널 | 250 W  |

1. ↑  AMD defines 1 kilobyte (KB) as 1024 bytes, and 1 megabyte (MB) as 1024 kilobytes.[11]
2. ↑  PCIe lane count includes 4 lanes used for connectivity to the chipset.[12]
3. 1 2 3  Model also available as PRO variant for OEMs, which may offer additional features not listed in this table. PRO models were released by AMD on 2018년 9월 6일.[16]

## 같이 보기
- 라이젠
- 스팀롤러 (마이크로아키텍처)
- 젠 (마이크로아키텍처)
- 젠 2